# Vrancea (županija)
Vrancea (IPA: ['vran.ʧa]) županija nalazi se u sjeveroistočnoj Rumunjskoj. Glavni grad županije je Focșani. Županija se većim dijelom nalazi u povjesnoj pokrajini Moldaviji, dok se južni dijelovi nalaze u pokrajini Munteniji. Glavni grad županije je Focșani.

## Demografija
Po popisu stanovništva iz 2002. godine u županiji Vrancea živjelo je 387.632 stanovnika, dok je prosječna gustoća naseljenosti 80 stan/km².
- Rumunji - preko 98%[1]
- Romi, ostali.

| Godina | Ukupno stanovnika |
| ------ | ----------------- |
| 1948.  | 290.183           |
| 1956.  | 326.532           |
| 1966.  | 351.292           |
| 1977.  | 369.740           |
| 1992.  | 393.408           |
| 2002.  | 387.632           |

## Zemljopis
Ukupna površina županije Vrancea je 4.857 km ².
U zapadnom i južnom dijelu županije nalaze se Karpati, čiji je najviši vrh visok 1400 metara. Na istoku prevladavaju brdska područja s dolinom rijeke Siret koja je i najveća rijeka u županiji. Županija je seizmički aktivna s čestim potresima na dubini od 80 km do 160 km.

#### Susjedne županije
- Vaslui (županija) i Galați (županija) na istoku.
- Covasna (županija) na zapadu.
- Bacău (županija) na sjeveru.
- Buzău (županija) na sjeveru i Brăila (županija) na sjeveroistoku.

## Gospodarstvo
Županije je poznata po svojim vinima, također je i najveći proizvođač vina u Rumunjskoj. Preko 11% površine županije pokriveno je vinovom lozom
Glavne gospodarske grane u županiji su.:
- proizvodnja hrane i pića
- tekstilna industrija
- proizvodnja papira
- proizvodnja mehanički komponenti
- proizvodnja posuđa

## Administrativna podjela
Županija Vrancea podjeljena je na dvije municipije, tri grada, i 68 općina.

### Municipiji
- Focșani -- glavni grad, stanovnika: 103,219
- Adjud

### Gradovi
- Mărășești
- Odobești
- Panciu

### Općine
| - Andreiașu de Jos - Bălești - Bârsești - Biliești - Boghești - Bolotești - Bordești - Broșteni - Câmpineanca - Câmpuri - Cârligele - Chiojdeni - Ciorăști - Corbița - Cotești | - Dumbrăveni - Dumitrești - Fitionești - Garoafa - Golești - Gologanu - Gugești - Gura Caliței - Homocea - Jariștea - Jitia - Măicănești - Mera - Milcovul - Movilița | - Nănești - Năruja - Negrilești - Nereju - Nistorești - Obrejița - Paltin - Păulești - Păunești - Ploscuțeni - Poiana Cristei - Popești - Pufești - Răcoasa - Răstoaca | - Reghiu - Ruginești - Sihlea - Slobozia Bradului - Slobozia Ciorăști - Soveja - Spulber - Străoane - Suraia - Tâmboești - Tănăsoaia - Tătăranu - Tulnici - țifești - Urechești | - Valea Sării - Vânători - Vârteșcoiu - Vidra - Vintileasca - Vizantea-Livezi - Vrâncioaia - Vulturu |

## Vanjske poveznice
- Portal županije Vrancea  Arhivirana inačica izvorne stranice od 20. srpnja 2001. (Wayback Machine)
- Vrancea.com.ro ~ Prezentacija županije, razvoji plan
- www.carnivoremari.ro ~Zaštita životinja u Vrancea županiji
- www.carnivoremari.ro/rezervatii ~ Portal Vrancea planina  Arhivirana inačica izvorne stranice od 4. lipnja 2008. (Wayback Machine)
- Vrancea Online - Vrancea županija na Internetu  Arhivirana inačica izvorne stranice od 31. kolovoza 2007. (Wayback Machine)